# Бекет (Олт)
Бекет (рум. Bechet) — село у повіті Олт в Румунії. Входить до складу комуни Бобічешть.
Село розташоване на відстані 152 км на захід від Бухареста, 15 км на захід від Слатіни, 30 км на схід від Крайови.

## Населення
За даними перепису населення 2002 року у селі проживала 431 особа, усі — румуни. Усі жителі села рідною мовою назвали румунську.